# 舍夫琴科 (多馬尼夫卡區)
47°36′38″N 30°50′47″E / 47.61056°N 30.84639°E
舍夫琴科（烏克蘭語：Шевченко），是烏克蘭南部的村莊，隸屬尼古拉耶夫州的沃茲涅先斯克區。該村始建於1936年，面積0.72平方公里，海拔高度128米，2001年人口33，人口密度每平方公里45.7人。